# Roberta Faccin
Roberta Faccin (Ivrea, 28 aprile 1957) è un'ex cestista italiana.

## Carriera
Con l'Italia ha disputato i Giochi olimpici di Mosca 1980, i Campionati mondiali del 1979 e due edizioni dei Campionati europei (1980, 1981).